# SK-II
SK-II (вимовляється як Ес-Кей-Tу) — японський міжнаціональний бренд косметики, створений на початку 1980-х років на основі сполуки, отриманої з дріжджів . Він належить материнській компанії Procter & Gamble та продається як преміальний засіб для догляду за шкірою у Східній Азії, а також у Північній Америці, Європі та Австралії .

## Історія
SK-II був розроблений у 1970-х роках японськими вченими, які досліджували використання більш природних інгредієнтів після того, як було помічено, що літні працівники саке-пивоварні мали гладенькі, чисті та молоді на вигляд руки через те, що роками занурювали їх у ферментовані дріжджі. Дріжджовий екстракт, який компанія називає "пітера", зрештою був виділений для косметичного використання, і бренд був запущений на початку 1980-х років. Компанія P&G придбала бренд, купивши Max Factor у 1991 році, і розширила його продаж з Японії до Китаю, Південної Кореї, у 2000 році до Великої Британії, а згодом і до США, обмеживши початкові продажі кількома магазинами високого класу, де "консультанти" знайомили покупців з брендом. Станом на 2018 рік вона також продається в Австралії, Індонезії, Малайзії, Сінгапурі, Іспанії та Таїланді.